# الکترونیوم

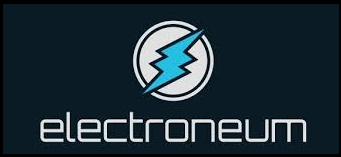
نماد

الکترونیوم (به انگلیسی: Electroneum؛ نماد: ETN) یک ارز دیجیتال رمزپایه یا رمزنگاری شده‌است. ارز الکترونیوم در واقع یک کوین قابل استخراج است. کوین‌های قابل استخراج به عنوان پاداش به اشخاص نگهدارنده شبکه آن کوین‌ها تعلق می‌گیرند.
الکترونیوم اولین ارز رمزنگاری شدهٔ بریتانیایی است و تغییرات زیادی در سرعت روند بازار به وجود آورده‌است. این ارز بر پایهٔ بلاکچین منحصر به فرد خودش ساخته شده‌است (یک بلاکچین، زیرساخت اساسی تکنولوژی نهفته در هر ارز رمزنگاری شده‌است) و برای تسخیر بازار موبایل طراحی شده‌است.